# Angelika Sita Ouédraogo
Pour les articles homonymes, voir Ouedraogo.
Angelika Sita Ouédraogo, née le 4 décembre 1993 à Ouagadougou, est une nageuse et pentathlonienne burkinabé.

## Carrière
Angelika Sita Ouédraogo débute la natation à l'âge de 5 ans au Club Sonabel.
Aux Championnats d'Afrique de pentathlon moderne 2015 au Caire, elle est médaillée de bronze par équipes ainsi qu'en relais mixte.
Elle dispute les séries du 50 mètres nage libre aux Jeux olympiques d'été de 2012 à Londres et aux Jeux olympiques d'été de 2016 à Rio de Janeiro. Lors de ces derniers Jeux, elle est la porte-drapeau de la délégation burkinabé lors de la cérémonie de clôture.
Elle est nommée porte-drapeau de la délégation burkinabé aux Jeux olympiques d'été de 2020 à Tokyo, avec le triple-sauteur Hugues Fabrice Zango.